# Sune Carlsson
Sune Evert Carlsson (21 de diciembre de 1931-2 de julio de 2024) fue un deportista sueco que compitió en vela en la clase Star. Ganó una medalla de plata en el Campeonato Mundial de Star de 1977 y dos medallas de plata en el Campeonato Europeo de Star, en los años 1972 y 1976.

## Palmarés internacional
| Campeonato Mundial | Campeonato Mundial  | Campeonato Mundial | Campeonato Mundial |
| Año                | Lugar               | Medalla            | Clase              |
| ------------------ | ------------------- | ------------------ | ------------------ |
| 1977               | Kiel (RFA)          | Medalla de plata   | Star               |
| Campeonato Europeo |                     |                    |                    |
| Año                | Lugar               | Medalla            | Clase              |
| 1972               | Kungsbacka (Suecia) | Medalla de plata   | Star               |
| 1976               | Niza (Francia)      | Medalla de plata   | Star               |